# Dave Coulier
David Alan Coulier, znany jako Dave Coulier' (ur. 21 września 1959 w St. Clair Shores) – amerykański aktor, komik–standuper i prezenter telewizyjny. Odtwórca roli Joeya Gladstona w sitcomie ABC Pełna chata (1987–1995) i sequelu Netflix Pełniejsza chata (2016).

## Życiorys
Urodził się w St. Clair Shores, w stanie Michigan jako trzecie z pięciorga dzieci Arlen Couwlier, dekoratorki wnętrz, i Davida Alana Couwliera, brygadzisty. Jego ojciec miał korzenie belgijskie, niemieckie i słowiańskie, a matka była pochodzenia francusko-kanadyjskiego. Swoją karierę jako standuper zaczął w szkole średniej, podszywając się pod swojego dyrektora i innych pracowników w swojej szkole. W 1977 ukończył katolicką Notre Dame High School w Harper Woods w Michigan, gdzie był członkiem uniwersyteckiej drużyny hokejowej. Uczęszczał również do liceum z Markiem Cendrowskim, który zasłynął jako reżyser Teorii wielkiego podrywu. Coulier i Cendrowski przyjaźnili się od trzeciej klasy i często kręcili razem filmy 8 mm w szkole średniej. Studiował na Uniwersytacie Michigan.
Swoją pracę na małym ekranie rozpoczął od dubbingu w serialu animowanym Scooby i Scrappy Doo (1979). Następnie pojawił się na kinowym ekranie jako mężczyzna z językiem w restauracji w kultowej komedii Z deszczu pod rynnę (Things Are Tough All Over, 1982) z Cheechem Marinem i Tommym Chongiem. W latach 1984–1986 zyskał popularność jako gospodarz familijnego serialu komediowego Out of Control na Nickelodeon.
16 czerwca 1990 ożenił się z aktorką Jayne Modean, z którą ma syna Luca (ur. 1990). W 1992 doszło do rozwodu. W latach 1993–1994 był związany z Alanis Morissette. 2 lipca 2014 poślubił Melissę Bring.